# Росс (Вісконсин)
Росс (англ. Ross) — місто (англ. town) в США, в окрузі Форест штату Вісконсин. Населення — 132 особи (2020).

## Демографія
Згідно з переписом 2010 року, у місті мешкало 136 осіб у 65 домогосподарствах у складі 43 родин. Було 237 помешкань
Расовий склад населення:
| - 99,3 % — білих - 0,7 % — корінних американців |

До двох чи більше рас належало 0,0 %. Частка іспаномовних становила 0,0 % від усіх жителів.
За віковим діапазоном населення розподілялося таким чином: 15,4 % — особи молодші 18 років, 55,9 % — особи у віці 18—64 років, 28,7 % — особи у віці 65 років та старші. Медіана віку мешканця становила 51,7 року. На 100 осіб жіночої статі у місті припадало 123,0 чоловіків;  на 100 жінок у віці від 18 років та старших — 121,2 чоловіків також старших 18 років.
Середній дохід на одне домашнє господарство  становив 44 729 доларів США (медіана — 38 333), а середній дохід на одну сім'ю — 49 265 доларів (медіана — 41 875). Медіана доходів становила 34 583 долари для чоловіків та 41 250 доларів для жінок. За межею бідності перебувало 17,3 % осіб, у тому числі 6,9 % дітей у віці до 18 років та 20,0 % осіб у віці 65 років та старших.
Цивільне працевлаштоване населення становило 67 осіб. Основні галузі зайнятості: освіта, охорона здоров'я та соціальна допомога — 41,8 %, роздрібна торгівля — 13,4 %, виробництво — 13,4 %.